# Alpaida itauba
Alpaida itauba är en spindelart som beskrevs av Levi 1988. Alpaida itauba ingår i släktet Alpaida och familjen hjulspindlar. Inga underarter finns listade i Catalogue of Life.